# Drachenfels (Schiff, 1921)
Die Drachenfels war eines von zwölf ab 1921 von der Deutschen Dampfschiffahrtsgesellschaft „Hansa“ (DDG „Hansa“) in Dienst gestellten Frachtschiffe der Sturmfels-Klasse. Sie war die dritte ihres Namens bei der DDG „Hansa“.

## Bau und technische Daten
Das Schiff lief im Juni 1921 bei den Howaldtswerken in Kiel mit der Baunummer 594 vom Stapel und wurde am 13. September 1921 an die DDG „Hansa“ abgeliefert. Es war 133,95 m lang (L.ü.a.) und 17,21 m breit, hatte 8,04 m Tiefgang und eine Seitenhöhe von 10,01 m. Bei einer Vermessung von 6342 BRT und 3879 NRT hatte es eine Tragfähigkeit von 9479 tdw. An Ladegeschirr war die Drachenfels mit einem 30-t-Ladebaum, einem 20-t-Ladebaum, vierzehn 5-t-Ladebäumen und zwei 3-t-Ladebäumen ausgestattet. Neben der Fracht konnten bis zu vier Passagiere befördert werden. Eine Drei-Zylinder-Dreifach-Expansionsmaschine mit 3200 Psi ermöglichte über eine Welle eine Geschwindigkeit von 12 kn. Die Besatzung bestand aus 25 Mann seemännischem und 47 Mann technischem Personal.

## Schicksal
Die Drachenfels wurde in den Liniendiensten der Reederei in den Mittleren Osten eingesetzt.
Um während der Devisenknappheit nach dem Ersten Weltkrieg Mittel zur Importfinanzierung von Lebensmitteln und industriellen Rohstoffen aus dem damaligen Niederländisch-Indien zu erlangen, verpfändete die DDG „Hansa“ Anfang November 1923 mindestens fünf ihrer im Ostindien-Verkehr eingesetzten Schiffe als Sicherheit für niederländische Gulden-Kredite an die Tredefina (Treuhandverwaltung für das Deutsch-Niederländische Finanzabkommen): die Lauterfels am 2. November und die Bärenfels, die Drachenfels, die Frauenfels und die Goldenfels am 6. November. Erst am 8. November 1929 kam die Drachenfels wieder in den uneingeschränkten Besitz ihrer Reederei.
Im August 1935 wurde bei der AG Weser in Bremen eine Bauer-Wach-Abdampfturbine eingebaut, was die Gesamtleistung der Maschinenanlage auf 4.000 PSi erhöhte.
Ende August, wenige Tage vor dem Beginn des Zweiten Weltkriegs, lief die Drachenfels nach Mormugao im damaligen Portugiesisch-Indien, dem heutigen Goa, um einer Aufbringung durch britische oder französische Kriegsschiffe zu entgehen, und wurde dort interniert. Am 9. März 1943 gegen 1:00 Uhr nachts versuchte ein britischer Kommandotrupp, die ebenfalls auf der Reede des neutralen Hafens liegende Ehrenfels zu entern. Deren Besatzung wehrte den Angriff unter dem Verlust von neun Mann zwar ab, versenkte dann aber ihr Schiff, da man eine britische Besetzung der portugiesischen Kolonie und damit auch der deutschen Schiffe befürchtete. Daraufhin veranlassten auch die Kapitäne der Drachenfels und der ebenfalls im Hafen liegenden Braunfels und der italienischen Anfora das In-Brand-Setzen und Versenken ihrer Schiffe. Damit gingen alle noch im Indischen Ozean befindlichen Schiffe der Achsenmächte verloren, die noch für eine Versorgung von U-Booten in Betracht gekommen wären.
Die auf der Reede von Mormugoa versenkten Schiffe blieben zumindest bei Ebbe sichtbar; die Wracks wurden erst nach dem Krieg gehoben und in Goa abgebrochen; das der Drachenfels im Jahre 1948.